# Кліффорд Шалл
Кліффорд Гленвуд Шалл (англ. Clifford Glenwood Shull; 23 вересня 1915, Піттсбург, Пенсільванія, США — 31 березня 2001, Медфорд, Массачусетс, США) — американський фізик, лауреат Нобелівської премії з фізики в 1994 році (спільно з Бертрамом Брокгаузом) «за створення методу нейтронної дифракції».

## Біографія
Кліффорд Шалл народився в сім'ї Девіда і Дейзі Шалл в районі Піттсбурга під назвою Ґленвуд (на честь якого отримав своє друге ім'я), в штаті Пенсільванія. Інтерес до фізики, як до можливої професії у майбутньому, Шалл виявив на останньому році навчання в школі Шенлі (англ. Shenley High School), де він проходив курс фізики у Поля Дюсарта. Після школи Шалл вступив до Технологічного інституту Карнеґі (англ. Carnegy Institute of Technology, зараз — Університет Карнегі-Меллон), де слухав лекції з фізики Гаррі Гауера, декана фізичного факультету, які справили на нього сильне враження і ще більше переконали у виборі подальшої професії.
У січні 1934 несподівано помирає батько Шалля, що призводить до кризи в сім'ї. Старший брат Кліффорда Перрі Лео, який нещодавно закінчив школу з художньої спеціальності, змушений відмовитися від ідеї подальшого навчання і зайнятися батьківським бізнесом. Це тривало до кінця навчання Кліффорда в інституті в 1937 році. Після навчання Шалл отримує запрошення приєднатися до однієї з дослідницьких груп на факультеті фізики в Нью-Йоркському університеті, що займається проблемами ядерної фізики. Керівниками групи були Френк Маєрс (англ. Frank Myers) і Роберт Гантун (англ. Robert Huntoon), які на той момент працювали над створенням генератора Кокрофта-Волтона для прискорення дейтронів потужністю 200 кеВ. Шалл брав участь у перших випробуваннях створеного прискорювача (досліди в області DD-реакцій).
У першому році свого перебування в Нью-Йорку Шалл знайомиться з Мартою-Нуель Саммер, яка пізніше стає його дружиною.
Під час навчання Шалла на третьому курсі, на факультеті приймається рішення про підтримку створення генератора Ван дер Граафа для прискорення електронів потужністю 400 кеВ. Створення прискорювача виглядало на той момент важливим завданням, оскільки допомогло б довести існування у електронів спіна або поляризації (попередні спроби в цьому напрямку були невдалими). Як асистент Френка Майєрса Шалл допомагає у створенні генератора, який згодом використовує для проведення дослідів із подвійного розсіяння електронів для своєї дисертаційної роботи. У червні 1941 року Шалл здобуває ступінь доктора наук.
У липні того ж року Шалл переїжджає з родиною в Бікон, Нью-Йорк, де до 1946 працює в дослідницькій лабораторії «Техаської компанії» (англ. The Texas Company). Там він займається вивченням мікроструктури каталізаторів з використанням газової адсорбції, дифракції рентгенівського випромінювання і розсіяння. Зі вступом США у Другу світову війну в грудні 1941 року цю область досліджень набула особливо важливого значення, оскільки одержувані в лабораторії каталізатори використовували при виготовленні високопродуктивного авіаційного палива. В той таки час Шалл починає цікавитися Манхеттенським проєктом, в якому було залучено багато визначних вчених-фізиків того часу. Його переходу туди перешкоджає керівництво Техаської компанії, і Шалл змушений залишатися у Біконі до кінця війни.
Після закінчення війни Шалл відновлює свої спроби залучення до Манхеттенського проєкту, і цього разу вдало. У червні 1946 року він разом з сім'єю переїздить в Теннессі для роботи в Національної лабораторії Окридж. У Окриджі Шалл працює разом з Ернестом Волланом (англ. Ernest Wollan). Сконструйовано елементарний двовісний спектрометр для отримати нейтронних дифракційних картин кристалів та інших матеріалів. За дослідження в області нейтронної дифракції, що проводилися в цій лабораторії, Шалл у 1994 отримає Нобелівську премію з фізики. Воллану розділити цю премію з Шаллем і Брокхаузом завадить його смерть у 1984 році.
У Окриджській лабораторії Шалл працює до 1955 року, після чого переходить у Массачусетський технологічний інститут. Там він займається навчанням студентів на дослідному реакторі MITR-I. На основі даних про нейтронну радіацію, отриманих у цьому реакторі, група Шалля проводила дослідження в різних областях, включаючи намагніченість в кристалах, технологію отримання поляризованого випромінювання, динамічне розсіяння в ідеальних кристалах, Інтерферометрію і фундаментальні властивості нейтрона.
У 1986 році Шалл відійшов від наукової і викладацької діяльності. Він помер 31 березня 2001 року, у віці 85 років, в Меморіальному госпіталі Лоуренса в Медфорді після швидкоплинної хвороби. У Шалля троє синів — Джон, Роберт і Вільям.

## Цікаві факти
Період часу, що минув з часу створення методу нейтронної дифракції до нагородження Шалла і Брокгауза, є найбільшим в історії Нобелівської премії.